# 吉田智由希
吉田 智由希 (よしだ ちゆき、1994年11月5日 - )は日本のモデル、女優。
奈良県出身。N-weed所属。愛称は「ちゆちゃん」。家族構成は父、母、兄、弟。また、自身のSNSで芸術大学に通っていたが中退したと語っている。

## 出演
- ドラマ 「ひよっこ」
- 「Go,JET!GO!GO!」秋枝役
- 「日本橋ドロップス」まゆ役、椿役
- 「私、雨がみえるまで。」梨々香役
- 「緋色八犬伝」琥珀役
- 「ソウサイノチチル」水樹 小百合役
- 「露子と正平」神山 薫役
- 「羅生門」主人公 下人役

などがある。